# Boxmeerse Vaart
De Boxmeerse Vaart is een eeuwenoude Heilig Bloedprocessie die ontstaan is in het jaar 1400. "Pinksteren vroeg of Pinksteren laat, veertien dagen daarna trekt de Boxmeerse Vaart", zo luidt een eeuwenoud gezegde in Boxmeer.

## De oorsprong van de Vaart

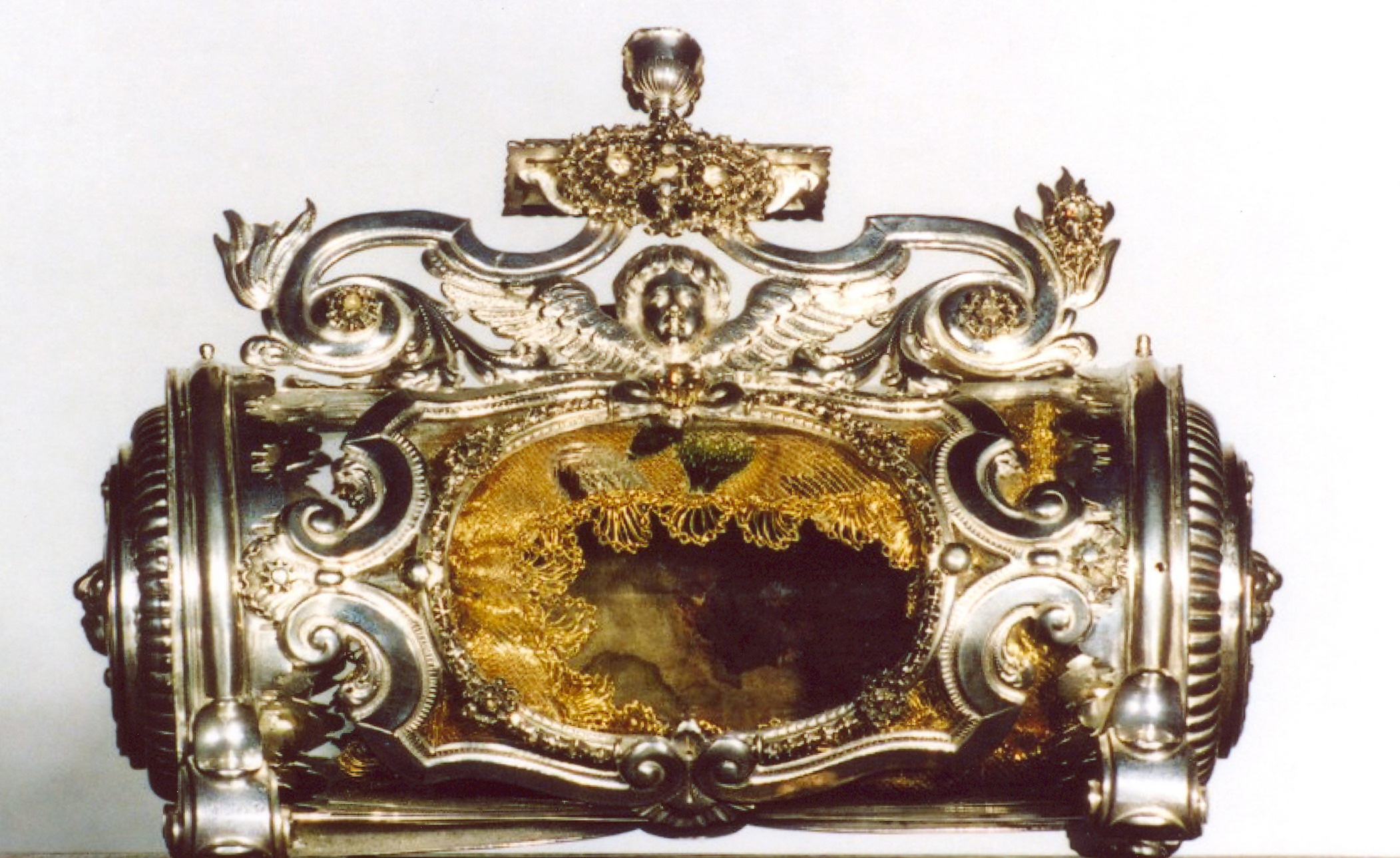
Reliekcilinder Boxmeer

De oorsprong van ‘de Vaart’ gaat terug naar het jaar 1400. Een priester in Boxmeer twijfelde tijdens de eucharistieviering aan de transsubstantiatie, de omzetting van brood en wijn in het Lichaam en Bloed van Christus die tijdens de consecratie wordt herdacht. De wijn, zo wil het verhaal, borrelde toen over de rand van de kelk heen en kwam in de gedaante van bloed op een linnen doek onder de kelk terecht. Het Heilig Bloed stolde en er bleef een grote druppel achter. Dit altaarlinnen, corporale genaamd, is sindsdien voorwerp van verering. In zijn 17e-eeuwse reliekhouder wordt hij tijdens de Vaart meegedragen in een zilveren met platen rijk beslagen draagkist uit 1656 die is vervaardigd door een onbekende Boxmeerse of Nederrijnse zilversmid. Aanvankelijk was er geen aparte reliekhouder, maar was de eerste reliekschrijn uit 1482 tevens draagkist. Deze werd aan de Boxmeerse Vaart geschonken door D. Gerardus van Meer, kanunnik te Zutphen, getuige de inscriptie "D. Gerardus de Meer canonicus Zutphaniensis me fieri fecit et dedit. Anno 1482."

### Verering
De verering van het Heilig Bloed komt in het midden van de 15e eeuw in Boxmeer op gang en rond 1450 wordt het Sacramentsgilde tevens naar het Heilig Bloed genoemd. In 1457 wordt een eerste Heilig Bloed altaar in de kerk ingewijd. In 1482 wordt een vergulde reliekschrijn geschonken door Johannes van Meer, kanunnik uit Zutphen. In 1507 wordt aan zeven personen ieder een stuiver uitbetaald als vergoeding vanwege het meelopen in de Boxmeerse Vaart. In 1508 wordt in archiefstukken melding gemaakt van de doortocht van de Heilig Bloedprocessie in Boxmeer. In 1583 wordt de kerk van Boxmeer door de troepen van Karel van Mansfeld geplunderd; veel archiefmateriaal gaat daarbij verloren. Vanaf 1582 is de reliek met de eerste reliekdraagkist elf jaar ondergebracht in het naburige Gennep. Bij gerechtelijke akte van 1618, opgemaakt door de schepenen van Boxmeer, wordt de Vaart herbevestigd en Jacobus a Castro, de Bisschop van Roermond, bevestigt – mede op instigatie van pastoor Peelen – in 1631 het Bloedwonder van Boxmeer. Graaf Albert van den Bergh uit Boxmeer schenkt in 1656 een zilveren rijk beslagen draagkist aan de Vaart.

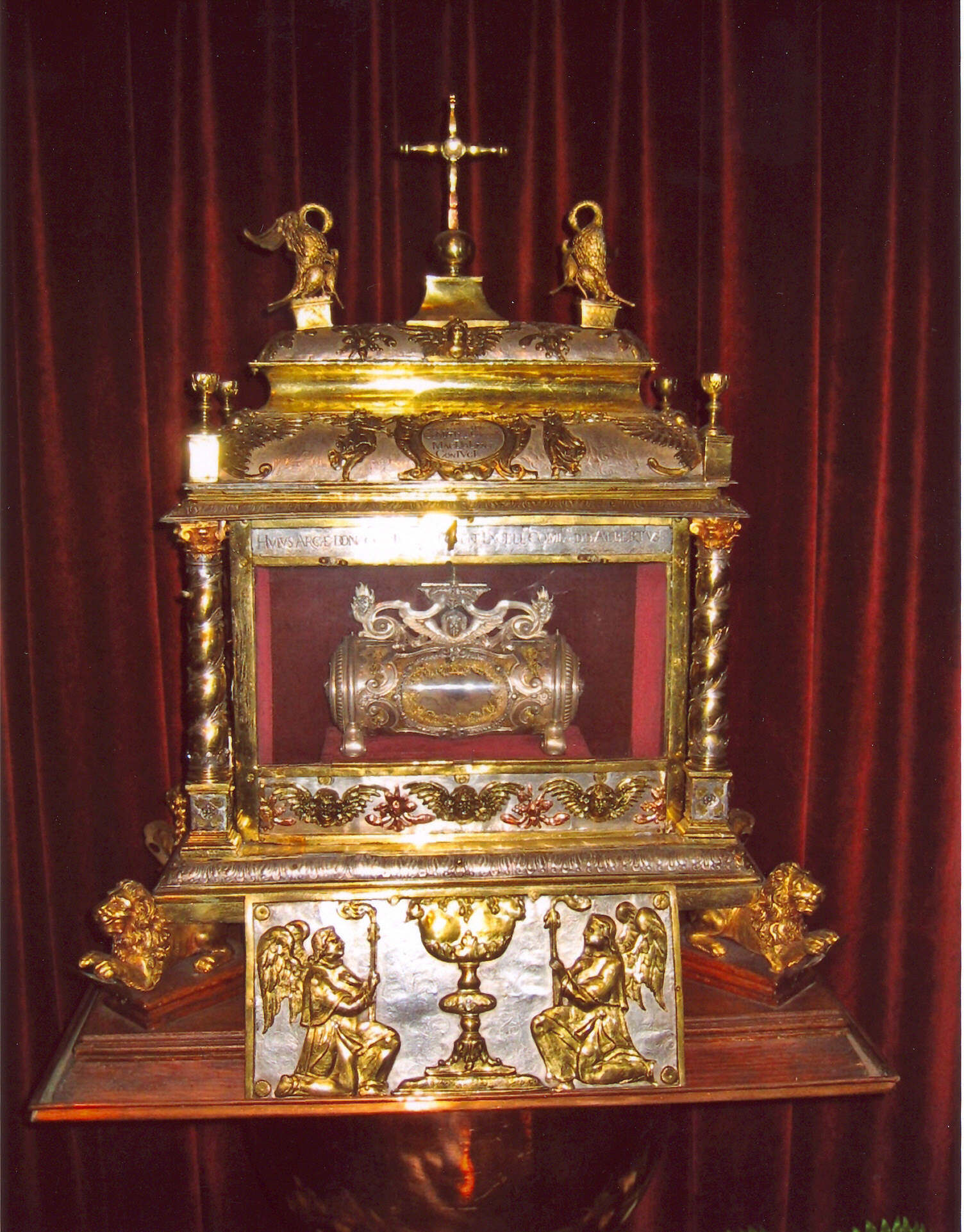
Draagkist uit 1656 met reliekcilinder

In 1660 schrijft pastoor Peelen (1601-1667) een 'Instructio super Sanguine miraculose in Boxmeer'. De verering van het Heilig Bloed neemt toe en in de 17e eeuw worden gedocumenteerde genezingen beschreven. In 1673 trekt de processie naar een rustaltaar aan Het Zand.
Vanwege de Franse overheersing komt vanaf 1797 een einde aan de autonomie van de Vrije Heerlijkheid Boxmeer en de openlijke verering van het Heilig Bloed.
De reliek wordt in de periode 1794-1800 herhaaldelijk heimelijk ingemetseld bij metselaar J. van Oeffel aan de Veerstraat. In 1821 wordt een verbod tot het houden van processies in Boxmeer uitgevaardigd, maar het verbod wordt genegeerd en in 1856 wordt de Heilig Bloedprocessie van Boxmeer geplaatst op een lijst van wettelijk toegestane processies. Al eerder, in 1854, is de reliek teruggeplaatst in het Heilig Bloedaltaar. De verering van het Heilig Bloed trekt aan en het vijfde eeuwfeest wordt in 1900 groots gevierd. De Boxmeerse Vaart trok toen drie keer per jaar door de straten.  Na de Tweede Wereldoorlog trekt de Vaart vijf keer per jaar, de Boxmeerse jeugd heeft dan een week vrijaf en vele bedevaartgangers komen naar Boxmeer. Vanaf 1965 is een kentering waarneembaar en trekt de Vaart nog een keer per jaar. Vanaf 1977 nemen Vaartmeesters de organisatie van de Vaart over en in 2000 wordt het zesde eeuwfeest met een volledige Vaartweek gevierd.

### 21e eeuw
Eeuwenlang trekt veertien dagen na Pinksteren de Vaart door de straten van Boxmeer en elk jaar zijn duizenden getuige van deze processie, waaraan vele schoolgaande kinderen uit Boxmeer en de omliggende dorpen meedoen. Samen met drie gilden, andere muziekgezelschappen en een groot aantal vrijwilligers maken zij de Boxmeerse Vaart tot een van de belangrijkste (culturele) evenementen van Boxmeer. Op Vaartzaterdag wordt de reliek op plechtige wijze door het Heilig Bloedsgilde en de Vaartmeesters de basiliek binnengebracht. De dag erna, op Vaartzondag, wordt zij door de straten van Boxmeer gedragen. Deze processie wordt in Boxmeer 'de Vaart' genoemd. In de loop der eeuwen heeft de Vaart weinig veranderingen ondergaan. In het midden van de 20e eeuw kende Boxmeer nog vijf processiedagen. Van de daarvan drie overgebleven Vaartroutes in Boxmeer wordt die naar Het Zand nog een keer per jaar gelopen. Dezelfde groepen in dezelfde kleuren als uit het verleden gaan nog mee. De door vele schoolkinderen gedragen kleding en ornamenten werden verzorgd door de zusters van JMJ en worden nu verzorgd door vele vrijwilligers onder leiding van de Vaartmeesters.

## Immaterieel erfgoed
De Vaart is een oud Boxmeers immaterieel erfgoed, een geloofsuiting en een eeuwenoude traditie vol folklore en volksvroomheid, die mensen uit Boxmeer en ver daarbuiten al meer dan 600 jaar bijeenbrengt. De Heilig Bloed relikwie is permanent uitgestald in de Heilig Bloed kapel in de Basiliek te Boxmeer. Erkenning van de waarde van dit erfgoed is onder andere te vinden in diverse eerbewijzen. Ter gelegenheid van 600 jaar Vaart in 2000 verklaarde paus Johannes Paulus II in 1999 bij monde van bisschop Hurkmans de Petruskerk te Boxmeer tot basilica minor. Verder is de Boxmeerse Vaart genomineerd voor de Dr. Peelen Cultuurprijs 2011 en in 2012 is de Burgemeester Bouwmans Ontmoetingsprijs 2012 toegekend en uitgereikt aan de Boxmeerse Vaart. Op 13 oktober 2012 is de Boxmeerse Vaart geplaatst op de Inventaris Immaterieel Cultureel Erfgoed Nederland.

## De processie
De processie die door de straten van Boxmeer trekt omvat de volgende onderdelen:

### Suisse
De processie wordt als vanouds geopend door de Suisse. Vroeger was de Suisse de ordebewaker in de kerk.

### De Heilig Hartgroep
De Suisse wordt direct gevolgd door de Heilig Hartgroep. Deze bestaat allereerst uit het processiekruis dat in 1750 werd gemaakt door de Boxmeerse edelsmid Antoon Rijke. Verder twee dragers met koperen flambouwen en misdienaars met flambouwen en vlaggen. Daarachter loopt het St. Anthonius gilde uit Sambeek, de ‘gekleurde groep’ – een groep van meisjes die elk een bloemenvaasje met gekleurde bloemen in de hand hebben – en een groep bruidjes met een witte bloemenmand.

### De Mariagroep
De Mariagroep is een van de hoofdgroepen van de processie. Aangekondigd door een schild met de tekst ‘Ave Maria’ volgen de ‘blauwe mennekes’ en de ‘blauwe edelknapen’ in de traditionele Mariakleur. Blauwe vlaggen en bloementuilen zijn gegroepeerd rond het fraai aangeklede Mariabeeld met 17e-eeuws zilverwerk uit de van Boxmeerse zilversmeden.

### De Rozenkransgroep
De rozenkransgroep is een groep van gelovigen die gedurende de processie bidt voor kerk en wereld, de twee intenties van de Vaart. Centraal in deze groep wordt het Kruis meegedragen, voorafgegaan door de ‘kruisridders’. Een groep bruidjes sluit deze groep af.

### De Heilig Bloedgroep
Het middelpunt van de Vaart is de grote groep rondom de reliekschrijn in de draagkist met het Heilig Bloed. Een schild met de woorden ‘Zijn Bloed gegeven’ herinnert aan Jezus Christus, gestorven aan het kruis. Maar deze tekst herinnert ook aan Jezus, die bij Het Laatste Avondmaal de beker wijn aan zijn leerlingen gaf en daarbij de woorden sprak: ‘Dit is de beker van het nieuwe, altijddurende verbond, dit is mijn bloed dat voor u en alle mensen wordt vergoten tot vergeving van de zonden. Blijft dit doen om Mij te gedenken’. De kleur rood overheerst in deze groep. Het rode Bloedvaandel uit 1900 en 2011 met een zilveren kruis uit 1833, gemaakt door de Boxmeerse zilversmid Antoon Hubert Rijke, gaat voorop. Dragers van rode bloemen, de ‘rode mennekes’, een kist met houten processiekaars, misdienaars en wierookzwaaiers, het Heilig Bloedsgilde van Boxmeer, de reliek van het heilig Bloed onder een baldakijn dat eveneens uit 1900 en 2011 stamt, vier flambouwdragers, de vendeliers van het Heilig Bloedsgilde en de ‘rode edelknapen’ maken deel uit van deze Heilig Bloedgroep.

### De Karmel
Voorafgegaan door de ‘zwarte edelknapen’ volgt een tweede gebedsgroep. Daarin neemt de Karmelgemeenschap van Boxmeer met Karmelieten en Karmelietessen en leden van de ‘familia Carmelitana’ een eigen plaats in. Bij deze groep kunnen de gelovigen zich, terwijl de processie trekt, zingend en biddend aansluiten. De Karmel is traditioneel onderdeel van de Sacramentsgroep.

### De Sacramentsgroep
Het ‘allerheiligste’ is in de Rooms-Katholieke Kerk het geconsacreerde brood dat overblijft na de eucharistieviering. Dit brood wordt bewaard in het tabernakel en is ook buiten de eucharistieviering voorwerp van verering. De heilige Hostie is symbool van Jezus’ blijvende aanwezigheid in de kerkgemeenschap en herinnert aan zijn woorden en daden bij het laatste avondmaal. In een kostbare monstrans wordt de heilige Hostie meegedragen onder een baldakijn uit het midden van de 18e eeuw. De monstrans is door de Boxmeerse zilversmid Raab gemaakt rond 1670 en wordt gedragen door de pastores van de Boxmeerse parochie of door een kerkelijke hoogwaardigheidsbekleder. Daarnaast lopen twee dragers met zilveren flambouwen, vervaardigd door Boxmeerse edelsmeden. Diverse groepen bloemen- en vlaggendragers, groepen met korenaren en brood-, druiven-, kruiken- en schilddragers en bruidjes met als hoofdkleuren geel en wit maken deel uit van deze Sacramentsgroep. Deze groepen symboliseren brood en wijn. Het St. Antonius-, St. Sebastianus- en H. Sacramentsgilde van Beugen, completeert de Sacramentsgroep.
De teksten die de schilddragers bij zich hebben, verwijzen naar teksten uit de eucharistie en bijbel:
‘Wij delen brood met elkaar’
‘Ik ben de Wijnstok’
‘Onzegbaar ons nabij’

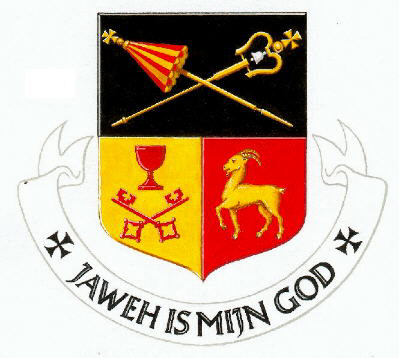
Het wapen van de Basiliek

Direct aan het Allerheiligste vooraf worden het Tintinnabulum en het Conopeum (in de kleuren goud en rood) meegedragen als kenmerkende eretekenen van een Basiliek. Daarna loopt het Burgerlijk gezag, de Burgemeester. Engelen en de Boxmeersche Harmonie sluiten de processie af.

### Afsluiting van de Vaart
Als de processie de St. Petrusbasiliek weer is binnengetrokken, wordt de Vaart beëindigd met het zingen van het Tantum Ergo en de zegen met de monstrans. De zegen wordt ook gegeven bij het rustaltaar op Het Zand, een historische plek in de lange Vaartgeschiedenis.

## Beieren
Gedurende de tijd dat de Vaart door Boxmeer trekt, en ook op Vaartzaterdag bij het binnenvoeren van de relikwie, wordt er door beiermannen in de kerktoren gebeierd. Het is een heel bijzondere manier van ‘luiden’ om de klanken van de oude kerkklokken over Boxmeer uit te strooien. Er wordt niet traditioneel 'geluid': in Boxmeer wordt de klepel met een hulpstuk door twee beiermannen ritmisch tegen de binnenzijde van de rand van de klok bewogen. Deze wijze van beieren geeft een specifiek geluid en is uniek in Europa.
Het beieren begint zodra de Vaart uit de Basiliek komt en stopt als de Vaart uit het zicht van de beiermannen is. Komt bij terugkomst de processie weer in het zicht van de beiermannen dan wordt er gebeierd totdat de gehele processie in de Basiliek terug is. In de toren zijn vier beiermannen aanwezig die elkaar aflossen, zonder dat dit te horen is. De grootste van de drie klokken is in 1448 gemaakt door Jan van Venlo. De andere twee zijn uit 1443 en 1410. Ze zijn als door een wonder gespaard gebleven toen de Petruskerk tegen het einde van de Tweede Wereldoorlog vrijwel totaal werd vernield. Door de restauratie van de klokken medio 2014 staat deze unieke beiertraditie ernstig onder druk. In 2015 is het unieke staaf beieren op verzoek van de Rijksdienst voor Cultureel Erfgoed vervangen door het algemene touw beieren.